# Verbascum discolor
Verbascum discolor är en flenörtsväxtart som beskrevs av Svante Samuel Murbeck. Verbascum discolor ingår i släktet kungsljus, och familjen flenörtsväxter. Inga underarter finns listade i Catalogue of Life.